# Шульцер, Штефан
Штефан Шульцер фон Мюггенбург (нем. Stephan Schulzer von Müggenburg; 1802—1892) — австрийский миколог немецко-хорватского происхождения.

## Биография
Штефан Шульцер фон Мюггенбург родился 19 августа 1802 года в городе Видушевац на территории Королевства Хорватия в составе Габсбургской монархии (ныне Глина, Хорватия). С 1817 по 1820 Шульцер учился в военном училище в Ольмутце (ныне Оломоуц, Чехия). С 1820 Шульцер служил в армии. В 1821 году Штефан Шульцер участвовал в военной кампании в Пьемонт, у него полностью парализовало руки. В 1849 году Шульцер принимал участие в создании военного госпиталя в Винковцах, в 1851 году он был одним из организаторов госпиталя в Славонски-Броде. В это время Штефан Шульцер тяжело заболел и полностью оглох, также у него ухудшилось зрение. С 1851 по 1859 он был директором нескольких военных училищ. Затем Шульцер стал учиться естественной истории, выучил греческий и латинский языки. В 1859 году ушёл на пенсию, заинтересовался микологией. К этому времени его слух улучшился, движение рук восстановилось. В 1860—90-х годах Шульцер издал множество научных публикаций по микологии. Шульцер фон Мюггенбург скончался 5 февраля 1892 года в Винковцах.

## Некоторые научные работы Ш. Шульцера
- Schulzer von Müggenburg, S.; Kanitz, A.; Knapp, J.A. Die bisher bekannten Pflanzen Slavoniens. 1866.
- Schulzer von Müggenburg, S. Systematische aufzählung des Schwämme Ungarns, Slavoniens und des Banates, welche diese Länder mit anderen gemein haben. 1857.
- Schulzer von Müggenburg, S. Mykologische Beiträge. K.K. Zoologisch-botanische Gesellschaft, Wien 1870.
- Schulzer von Müggenburg, S. Mykologische Beobachtungen aus Nord-Ungarn im Herbste 1869. K.K. Zoologisch-botanische Gesellschaft, Wien 1870.

## Род грибов, названный в честь Ш. Шульцера
- Schulzeria Bres. & Schulzer, 1886 (Agaricaceae)